# Winduherang
Winduherang is een bestuurslaag in het regentschap Kuningan van de provincie West-Java, Indonesië. Winduherang telt 3227 inwoners (volkstelling 2010).